# Mario Porcile
Mario Porcile (Genova, 29 agosto 1921 – 6 settembre 2013) è stato un regista e direttore artistico di balletto italiano.

## Biografia
Figura di spicco nell'ambito del balletto italiano, Mario Porcile iniziò col lanciare giovani talenti tra cui Vittorio Biagi e Paolo Bortoluzzi, usciti dal vivaio della “Scuola di danza” che egli aprì a Genova nel 1953 in collaborazione con Ugo Dell’Ara, primo ballerino ed étoile della Scala di Milano. Nel 1955 creò il primo festival italiano dedicato unicamente al balletto, il festival internazionale del balletto di Nervi allestito per molti anni nei parchi di Nervi: sin dalla prima edizione il pubblico italiano conobbe la giovane danza americana, le più prestigiose compagnie del mondo e i danzatori più celebri, dando vita a una manifestazione che per anni ha segnato un punto di riferimento mondiale.
Organizzatore ed impresario, Porcile ha collaborato con grandi interpreti quali Rudol'f Nureev, Vladimir Vassilev, Ekaterina Maximova, Louis Falco. Ha scoperto grandi artisti quali Maurice Béjart, Arthur Mitchell, John Butler, Glenn Tetley. Ha contribuito alla notorietà di molti artisti italiani e stranieri come Carla Fracci. La sua capacità di distinguere e scegliere artisti totalmente sconosciuti nel mondo intero era tale da essere soprannominato “talent scout per eccellenza”.
Ha lavorato nei principali enti lirici italiani tra cui l'Arena di Verona, La Fenice di Venezia, il Massimo di Palermo, il Regio di Torino (inaugurazione nuovo teatro 1973 con Maria Callas), ed il San Carlo di Napoli. È stato presidente per la danza nazionale all'Agis di Roma, nonché membro del “Centre Internazionale de la Danse” presso l'UNESCO in rappresentanza per l'Italia insieme a Franco Zeffirelli. Nel 1983 è stato insignito dell'onorificenza di ufficiale dell'Ordine delle arti e delle lettere (Ordre des Arts et des Lettres) dal ministro della cultura francese Jack Lang.
Il 16 novembre 2006 ha ricevuto la laurea honoris causa dall'Università di Genova, facoltà di lettere e filosofia.
L’associazione Cro.Me. - Cronaca e Memoria dello Spettacolo -  ha digitalizzato il materiale in suo possesso (foto - principalmente di Serge Lido, filmati) in modo che tutti possano fruirne rivolgendosi all'associazione 